# La Milli

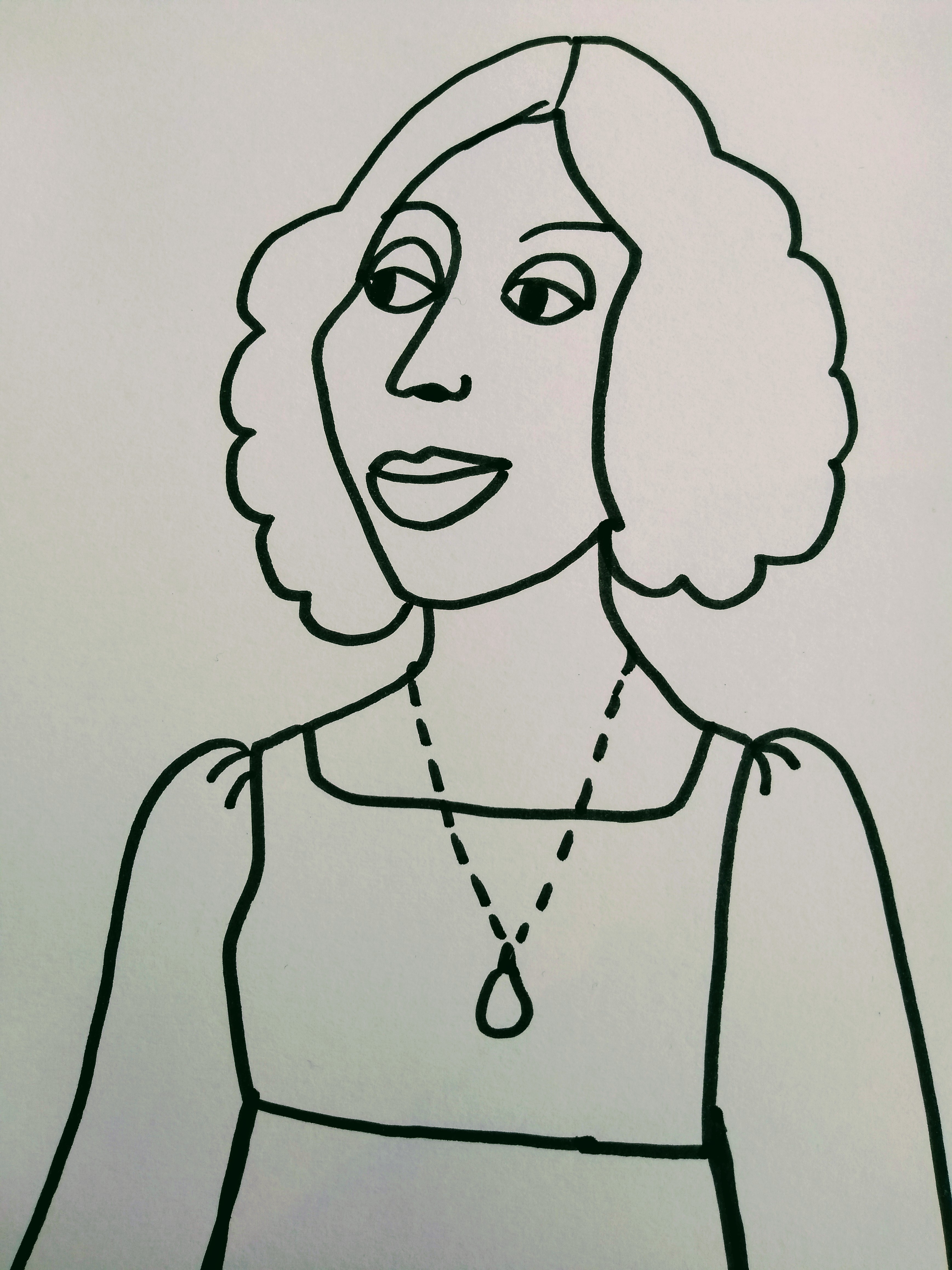
Porträt von La Milli, gezeichnet von Sabine Rollnik

Milli Becker (* 1943 in Königshütte, Schlesien; † 2008 in Kiel), geborene Marlies Schernickau, war auch unter den Namen Milli Büttner, La Milli, Milli Molton als Malerin, Kostümdesignerin und Schauspielerin in Filmen von Elfi Mikesch, Rosa von Praunheim und Frank Ripploh tätig.

## Werdegang
Milli Schernickau ist in Berlin aufgewachsen und studierte angewandte Malerei an der Hochschule der Künste, HDK Berlin bei Hermann Bachmann. Besonders bekannt wurde ihr Porträt von Rosa von Praunheim, das als Coverabbildung für von Praunheims Buch Sex und Karriere (Rowohlt Verlag, 1978) verwendet wurde.
Parallel zur Malerei studierte sie Tanz am Mary Wigman Studio in Berlin. Bei einer Ausstellung des Malers Fritz Mikesch lernte sie die Fotografin und spätere Filmerin Elfi Mikesch kennen und durch sie auch den Aktivisten Rosa von Praunheim. Der erste Film von Elfi Mikesch Die Maske des roten Todes nach Edgar Allan Poe wurde bereits mit der als La Milli aufgeführten Milli Büttner realisiert. Sie machte Ausstattung und spielte in dem später als Charisma bekannten Film. Sie lebte von Portraitmalerei und machte, zusammen mit Elfi Mikesch, Kostümentwürfe und Textildesign für Film und Theater, Ausstattung und Mitarbeit an den Filmen von Praunheim, Mikesch und Ripploh. Für den Film Execution – a study of Mary wo sie als Maria Stuart und Magdalena Montezuma als Königin Elisabeth auftrat, bekam die Filmemacherin Elfi Mikesch 1979 den Bundesfilmpreis für Kurzfilm in Gold.
Ihre letzte zugänglichen Arbeiten sind Puppen für Beckers kleines Welttheater, ein Puppentheater in Kiel, zusammen mit ihrem letzten Ehemann dem Pastor Reinhold Becker (* 20. Juli 1932 – 4. Mai 2012). Nach einem Text von Rainer Noll feierten sie mit diesem Projekt künstlerische Erfolge. Reinhold Becker fertigte selbst die Puppen an, die Milli Becker ausstattete und gestaltete. Sie sind heute im Theaterfigurenmuseum Lübeck – ebenso wie die große Bühne mit den von den Beckers erdachten Mechanismen und Spezialeffekten.
Sie hat zwei Kinder Raffael Ackermann und Roman Büttner und war mit dem technischen Lehrer an der Fachhochschule in Kiel, Martin Büttner, verheiratet, der auch der Vater ihres zweiten Sohnes ist.

## Filmografie
- 1970: Charisma. Eine Erinnerung an den Tod, Regie, Drehbuch, Kamera: Elfi Mikesch, Darsteller: La Milli, Berryt Bohlen, Ton: Anke-Rixa Hansen, Länge: 90 min, Format: Super 8 mm, 1:1.33, Farbe, Berlin[4]
- 1973: Axel von Auersperg, Regie, Schnitt: Rosa Von Praunheim, TV-Film, Kamera: Bernd Upnmoor, Musik: Holger Münzer, Darsteller: Gundula von Woyna, Vincent Kluwe, Evelyn Künneke, Frank Ripploh, Millie Büttner, Michael Otto, Kurt Rudolph, Norbert Losch, Gerhard Nadolny, Willi Perlwitz, Produktionsfirma: Rosa von Praunheim Filmproduktion (Berlin), BRD
- 1974: Monolog eines Stars, Regie: Rosa Von Praunheim, Regie, Drehbuch, Kamera, Schnitt, Ton: Rosa Von Praunheim, Musik: »Stardust«, gesungen von Pat Boone, Technische Leitung: Eckehard Heinrich, Darsteller: Milli Büttner (Milli Molton; in den credits wird der Rollenname als Darstellername angegeben), Evelyn Künneke, Hannes Eyber, Mr. Frankfurt, Peggy von Schnottgenberg, i. e. Frank Ripploh, Rosa von Praunheim, Anna Rosenberg, Original-Länge: 68 min; TV-Länge: 50 min im Auftrag des WDR. In der TV-Fassung fehlen die Szenen mit Hannes Eyber und Peggy von Schnottgenberg, BRD[5]
- 1976: Family Sketch, Regie, Drehbuch, Kamera: Elfi Mikesch, Darsteller: La Milli, Vroni Hinkelbein, Frank Soletti, Länge: 10 min, Format: Super8mm, 1:1.33, Farbe, Berlin/West[4]
- 1978: Ich denke oft an Hawaii, Regie, Drehbuch, Kamera: Elfi Mikesch, Sprecher: La Milli, Länge: 85 min, Format: 16 mm, 1:1.33, Farbe, Berlin, BRD[6]
- 1979: Execution – a study of Mary, BRD, Regie, Drehbuch, Kamera: Elfi Mikesch – D: La Milli, Magdalena Montezuma, Berryt Bohlen, Frank Ripploh, Mitarbeit: Anke-Rixa Hansen 25 min, BRD
- 1980: Taxi zum Klo, Franz Ripploh, Spielfilm, BRD[7]